# Ludwig Boltzmann Institut für Traumatologie
Das Ludwig Boltzmann Institut für Traumatologie (LBI Trauma) ist ein österreichisches Forschungsinstitut in Kooperation mit der Allgemeinen Unfallversicherungsanstalt. Es wurde 1980 von Günther Schlag gegründet. Seit 2019 wird das LBI Trauma von  Johannes Grillari und  Thomas Hausner geleitet. Es hat seinen Hauptsitz in Wien und beschäftigt aktuell über 80 Wissenschaftler verschiedener Disziplinen.

## Geschichte
Das LBI Trauma fand seinen Ursprung im 1973 von  Wolfgang Krösl gegründeten Forschungszentrum für Traumatologie der AUVA. Im Rahmen einer Erweiterung des Forschungszentrums gründete  Günther Schlag 1980 schließlich das Ludwig Boltzmann Institut für Experimentelle und Klinische Traumatologie. Im Jahr 1998 folgte eine Eingliederung der non-profit Organisation Trauma Care Consult, welche die Struktur des LBI Trauma so noch weiter ausbaute.
2003 wurde in Zusammenarbeit mit der Blutbank des oberösterreichischen Roten Kreuz eine Außenstelle in Linz errichtet. Weitere Stärkungen des Forschungszentrums folgten u. a. durch eine Mitgründung des Österreichischen Cluster für Geweberegeneration im Jahr 2006.
2021 wurde der Kooperationsvertrag mit der AUVA erneuert, worauf eine Umbenennung in „Ludwig Boltzmann Institut für Traumatologie, das Forschungszentrum in Kooperation mit der AUVA“ in Kraft trat.

## Institut
Das LBI Trauma ist eine außeruniversitäre Forschungseinrichtung der Ludwig Boltzmann Gesellschaft und widmet sich der Entwicklung von diagnostischen, therapeutischen und regenerativen Forschungsstrategien zur Behandlung von Traumapatienten. Das Forschungszentrum befindet sich im Unfallkrankenhaus Lorenz Böhler in Wien und betreibt weiters eine Außenstelle in Linz, die überwiegend der Gewinnung und Erforschung von humanen adulten Stammzellen gilt.
Ziel der Forschungseinrichtung ist die Ermöglichung einer vollständigen und nachhaltigen Genesung von Traumapatienten – hierzu setzt das LBI Trauma auf eine interdisziplinäre Wissenschaftsstrategie. Momentan sind dort über 80 Wissenschaftler aus Disziplinen wie der Chemie, Biochemie, Biotechnologie, Medizin, Physik, Medizin- und Elektrotechnik beschäftigt. Des Weiteren fördert das Institut die Aus- und Weiterbildung von Ärzten und Studenten durch Kooperationen mit anderen Wiener Bildungseinrichtungen.
Das LBI Trauma verzeichnete seit 1980 über 1800 Publikationen sowie die Organisation internationaler Kongresse, u. a. des TERMIS World Congress und The Wiggers-Bernard Conferences.

## Forschungsschwerpunkte
Das LBI Trauma umfasst 13 interdisziplinäre Forschungsgruppen:
- Sepsis-Trauma-Schock
- Molekulare Basis von Organversagen und Regeneration
- Trauma-induzierte Gerinnungsstörungen
- Lokale Blutstillung und Weichgewebe-Regeneration
- Neuroregeneration
- Knorpel-Regeneration
- Knochen-Regeneration
- Schulter-Regeneration
- Zellbasierte Therapien
- Gefäßbiologie
- Photobiomodulation
- Extrakorporale Stoßwelle
- Geweberegeneration und Altern